# Marsouin (Q119)
Pour les articles homonymes, voir Marsouin (homonymie).
Le Marsouin (Q119) était un sous-marin de la Marine nationale française, qui a servi durant l'entre-deux-guerres et la Seconde Guerre mondiale, de 1927 à 1944. 

## Historique
Commandé par le lieutenant de vaisseau Robert Mine, le Marsouin s'échappe d'Alger le 8 novembre 1942, lors du débarquement allié en Afrique du Nord. Traqué par les Alliés, il se réfugie à Toulon. 
Le 27 novembre 1942, le sous-marin Marsouin échappe au sabordage de Toulon. Il rejoint l'Afrique du Nord et combat aux côtés des alliés.

## Distinctions
- Le Marsouin est titulaire de la Médaille de la Résistance française par décret du 29 novembre 1946[3].